# Monster Island
Monster Island é um filme de terror feito para a televisão de 2004. É estrelado por Carmen Electra, Daniel Letterle, Mary Elizabeth Winstead, Adam West, C. Ernst Harth, Chelan Simmons, Chris Harrison, Joe Macleod, Alana Husband, Jeff Geddis, Cascy Beddow e Nick Carter.

## Sinopse
Em uma pequena ilha isolada, Carmen Electra é raptada por formigas gigantes, que a seguram em cativeiro. Josh com a ajuda de seus amigos, preparam-se para salvar Carmen e a deixarem em segurança longe das formigas.

## Elenco
- Carmen Electra como Ela mesma
- Daniel Letterle como Josh
- Mary Elizabeth Winstead como Maddy
- Adam West como Dr. Harryhausen
- Chelan Simmons como Jen
- C. Ernst Harth como Eightball
- Cascy Beddow como Andy
- Joe MacLeod como Stack
- Chris Harrison como Chase
- Alana Husband como Lil Mindi
- Jeff Geddis como G.T.
- Bruce James como Bob Staton
- La La como Ela mesma
- Nick Carter como Ele mesmo